# Cistectomia

Vescica urinaria

Cistectomia è un termine medico per indicare la rimozione chirurgica di tutta o parte della vescica urinaria. Può anche essere usato raramente per riferirsi alla rimozione di una cisti. La condizione più comune che richiede la rimozione della vescica urinaria è il cancro alla vescica.
Possono essere eseguiti due tipi principali di cistectomie. Una cistectomia parziale (nota anche come cistectomia segmentaria) comporta la sola rimozione di una porzione della vescica. Una cistectomia radicale comporta, invece, la rimozione dell'intera vescica insieme ai linfonodi circostanti e ad altri organi vicini che contengono il cancro.
La valutazione del tessuto rimosso durante la cistectomia e la dissezione dei linfonodi aiutano a determinare la stadiazione del cancro patologico. Questo tipo di stadiazione può essere utilizzata per determinare ulteriori interventi, trattamenti e follow-up necessari insieme alla potenziale prognosi.
Dopo che la vescica è stata rimossa, è necessaria una diversione urinaria per consentire l'eliminazione delle urine.

## Usi medici

### Malignità
La cistectomia radicale è il trattamento raccomandato in caso di cancro alla vescica che ha invaso il muscolo detrusore vescicale. La cistectomia può anche essere raccomandata per le persone ad alto rischio di progressione del cancro o a seguito del fallimento di trattamenti meno invasivi.

## Tipi
Nel determinare il tipo di cistectomia da eseguire vengono presi in considerazione molti fattori. Alcuni di questi includono: l'età, la salute generale, la funzione della vescica al basale, il tipo di tumore, la posizione, le dimensioni e lo stadio del tumore.

### Cistectomia parziale
Una cistectomia parziale comporta la rimozione di solo una porzione della vescica e viene eseguita per alcuni tumori benigni e maligni localizzati nella stessa. Gli individui che possono essere candidati alla cistectomia parziale comprendono quelli con singoli tumori situati vicino alla cupola, o nella parte superiore della vescica, tumori che non invadono il muscolo della stessa, tumori situati all'interno del diverticolo vescicale o tumore che non sia un carcinoma in situ (CIS). Una cistectomia parziale può anche essere eseguita per la rimozione di tumori che hanno avuto origine e diffusione da organi vicini come il colon.

### Cistectomia radicale
Una cistectomia radicale viene più comunemente eseguita in casi di cancro che ha invaso il muscolo della vescica. In questo caso la vescica viene rimossa insieme ai linfonodi circostanti (dissezione dei linfonodi) e altri organi che contengono il cancro. Negli uomini, questi potrebbero comprendere la prostata e le vescicole seminali. Nelle donne, una parte della vagina, dell'utero, delle tube di Falloppio e delle ovaie.

## Tecnica

### Aperta
In una cistectomia radicale aperta viene praticata una grande incisione nel mezzo dell'addome appena sopra o vicino all'ombelico fino alla sinfisi pubica. Le seguenti informazioni forniscono passaggi generali alla procedura e possono verificarsi in ordine variabile a seconda del chirurgo. Vengono localizzati gli ureteri e tagliati liberi dalla vescica. La vescica viene separata dalle strutture circostanti e rimossa. L'uretra, che drena l'urina dalla vescica, può anche essere rimossa a seconda del coinvolgimento del tumore. Negli uomini, la prostata può o meno essere rimossa durante questa procedura. Viene eseguita anche la dissezione del linfonodo pelvico (PLND). Viene quindi creata una diversione urinaria e le estremità libere degli ureteri vengono ricollegate alla diversione.

### Minimamente invasiva
Una cistectomia radicale minimamente invasiva, più comunemente nota come cistectomia radicale laparoscopica assistita da robot (RARC), può essere un'opzione per gli individui a seconda di diversi fattori tra cui, ma non limitati a: la loro salute generale (con particolare attenzione alla salute dei polmoni), l'indice di massa corporea (BMI), numero e tipi di precedenti interventi chirurgici, insieme alla posizione e alle dimensioni del tumore alla vescica. In una RARC vengono praticate diverse piccole incisioni sull'addome per consentire il posizionamento di strumenti chirurgici. Questi strumenti vengono quindi collegati a un robot chirurgico che è controllato dal chirurgo. Viene utilizzata una posizione del paziente a testa in giù (posizione di Trendelenburg) e l'addome viene gonfiato con gas (insufflazione) per consentire uno spazio operativo e una visualizzazione migliori. Il resto della procedura viene eseguita in modo simile alla procedura aperta.

## Controindicazioni
In generale, non ci sono controindicazioni specifiche per avere una cistectomia. Tuttavia, non deve essere eseguita in soggetti che non sono abbastanza sani da sottoporsi a una procedura chirurgica importante. Ciò include individui che non possono tollerare l'anestesia generale o quelli con comorbilità gravi o gestite in modo inadeguato come diabete, cardiopatie, problemi ai polmoni, ai reni o malattie del fegato. Ciò include anche soggetti gravemente malnutriti, con problemi di coagulazione del sangue o gravi anomalie di laboratorio. Inoltre, le persone con una malattia o infezione attiva dovrebbero ritardare l'intervento chirurgico fino al recupero.
La chirurgia robotica o laparoscopica è controindicata per le persone con malattie cardiache e polmonari gravi. Durante questo metodo di intervento chirurgico il posizionamento e l'insufflazione addominale mettono a dura prova la parete toracica compromettendo la funzionalità polmonare e la capacità di ossigenare il sangue.
Una cistectomia parziale è controindicata in una forma di cancro alla vescica chiamato carcinoma in situ (CIS). Altre controindicazioni comprendono la capacità della vescica gravemente ridotta o il cancro in prossimità del trigone della vescica, dove l'uretra e gli ureteri si collegano alla stessa.

## Rischi e complicanze
La cistectomia radicale, con la creazione di una diversione urinaria, può essere associata a diversi rischi e complicanze a causa dell'entità e della complessità dell'intervento. Come per la maggior parte degli interventi chirurgici importanti, esiste il rischio dell'anestesia, nonché quello di sanguinamento, di coaguli di sangue, di infarto, di ictus e di polmonite o di altri problemi respiratori. Esiste anche il rischio di infezione che coinvolge il tratto urinario, l'addome e il tratto gastrointestinale. Dopo la chiusura delle incisioni chirurgiche esiste il rischio di infezione in questi siti.
Le complicanze sono simili tra le tecniche di cistectomia aperta e minimamente invasive e comprendono quanto segue:

### Tratto gastrointestinale
Un ileo, in cui il movimento all'interno dell'intestino rallenta, è la complicazione più comune dopo la cistectomia. Ciò è dovuto a una varietà di fattori tra cui la manipolazione dell'intestino a causa della sua vicinanza alla vescica, l'operazione effettiva sull'intestino per creare una diversione urinaria o persino alcuni farmaci come i narcotici. Oltre al rallentamento del transito l'intestino tenue può anche essere ostruito. Dopo la creazione di una diversione urinaria, il contenuto intestinale può fuoriuscire nel sito in cui si riconnette l'intestino.

### Tratto urinario
Con la creazione di una diversione urinaria è possibile che gli ureteri si ostruiscano impedendo il drenaggio dell'urina dai reni. In questo caso, potrebbe essere necessario un altro procedimento per inserire un tubo percutaneo per nefrostomia per consentire il drenaggio delle urine dal corpo. L'ostruzione dell'uretere si verifica più comunemente nel sito in cui gli ureteri sono ricollegati alla diversione urinaria creata. Un piccolo tubo flessibile, chiamato stent, può essere posizionato all'interno dell'uretere al momento dell'intervento chirurgico per aiutare il sito di riconnessione a guarire. Questo sito di riconnessione è anche a rischio di perdite di urina nell'addome.
Se viene eseguita una cistectomia parziale, può verificarsi un danno all'uretere a seconda della posizione del tumore rimosso. Ciò potrebbe richiedere una procedura aggiuntiva per la riparazione.

### Lesione del nervo
A causa della posizione operatoria, durante la rimozione della vescica o dei linfonodi possono verificarsi danni ai nervi presenti nel bacino. I nervi in quest'area sono responsabili del movimento e della sensazione delle gambe e comprendono il nervo otturatorio, il nervo genitofemorale e il nervo femorale.
Una qualsiasi di queste complicanze può richiedere un'altra operazione o riammissione in ospedale.

## Recupero

### Dieta
Immediatamente dopo l'intervento chirurgico, non sono ammessi cibi o bevande a causa del coinvolgimento del tratto gastrointestinale durante l'intervento chirurgico. La dieta passerà quindi lentamente ai liquidi e quindi ai cibi solidi via via che vengono tollerati. Se si verificano complicanze gastrointestinali come nausea, vomito o gonfiore addominale, la dieta può essere interrotta o l'avanzamento rallentato a seconda della gravità.

### Controllo del dolore
I farmaci endovenosi per il dolore come i narcotici sono in genere utilizzati immediatamente dopo l'intervento chirurgico. Quelli antidolorifici possono passare a una forma orale una volta che la dieta è ben tollerata.

### Attività
Dopo l'intervento chirurgico viene incoraggiata l'attività precoce. Le persone possono essere in grado di camminare e sedersi su una sedia già lo stesso giorno dell'intervento e sono in grado di camminare nella loro stanza o nel reparto ospedaliero entro un giorno o due dopo l'intervento chirurgico. Alcuni soggetti potrebbero richiedere ulteriore assistenza o terapia fisica in ospedale o una volta dimessi a casa.

### Prevenzione tromboembolia venosa
Gli approcci per prevenire la tromboembolia venosa (TEV) vengono eseguiti sia prima che dopo l'intervento chirurgico. Sono comunemente usati dispositivi di compressione posizionati attorno alle gambe (calze elastiche alla coscia o farmaci come eparina o eparina a basso peso molecolare (LMWH). La profilassi della TEV con LMWH può anche essere continuata dopo la dimissione ospedaliera in caso di necessità.

### Follow-up chirurgico
Se viene eseguita una cistectomia aperta, le graffette che chiudono l'incisione vengono solitamente rimosse da 5 a 10 giorni dopo l'intervento chirurgico. Un ulteriore follow-up, con il chirurgo, è in genere programmato da 4 a 6 settimane dopo l'intervento chirurgico e può comportare studi di laboratorio o di imaging per valutare il recupero insieme a ulteriori cure e follow-up.